# Ida Boros
Ida Boros (anhörenⓘ; * 14. August 1923 in Budapest; † 16. Mai 2002 in Los Angeles, eigentlich Ida Boross) war eine ungarische Sängerin und Schauspielerin.

## Leben und Karriere
Ida Boros wurde in Ungarn besonders durch das Lied Honvágy-dal (Das Lied vom Heimweh) populär. Hierbei handelte es sich um eine Coverversion des Songs Memories Are Made of This, das ihr Mann, der Autor István Gommermann 1956 mit einem neuen Text versehen hatte. Es avancierte später, nach dem gescheiterten Ungarischen Volksaufstand, zur inoffiziellen Hymne der geflüchteten Revolutionäre. Aufgrund der politisch angespannten Lage verließ Boros zusammen mit ihrem Mann das Land und ließ sich in München nieder. Istvan Gommermann änderte seinen Vornamen in Stefan um und konnte sich in Westdeutschland bald als Sketch- und Drehbuchautor etablieren.
Seit 1961 wirkte Boros, die bereits in einigen ungarischen Filmen aufgetreten war, in mehreren deutschen Kino- und Fernsehproduktionen mit. Einen größeren Part hatte sie in Drei Mann in einem Boot von 1961, wo sie die temperamentvolle ungarische Freundin von Hans-Joachim Kulenkampff mimte.
Zu Beginn der 1970er Jahre wanderte sie mit Gommermann nach Kalifornien aus, wo das Paar, das seinen Nachnamen in Gommerman abwandelte, die Eva and Steve Dorog Gallery betrieb.

## Filmografie
- 1953: Állami áruház
- 1957: Eine Sonntagsliebe (Bakaruhában)
- 1961: Immer Ärger mit dem Bett
- 1961: Drei Mann in einem Boot
- 1963: Sinn im Unsinn (Fernsehfilm)
- 1964: Das Kriminalmuseum (Krimireihe, Folge: Der stumme Kronzeuge)
- 1966: Hochzeitsnacht im Paradies (Fernsehfilm)
- 1971: Die Schrott-Story (Fernsehfilm)